# Acaulon vesiculosum
Acaulon vesiculosum är en bladmossart som beskrevs av C. Müller 1888. Acaulon vesiculosum ingår i släktet pygmémossor, och familjen Pottiaceae. Inga underarter finns listade i Catalogue of Life.